# 스트라스부르 공항

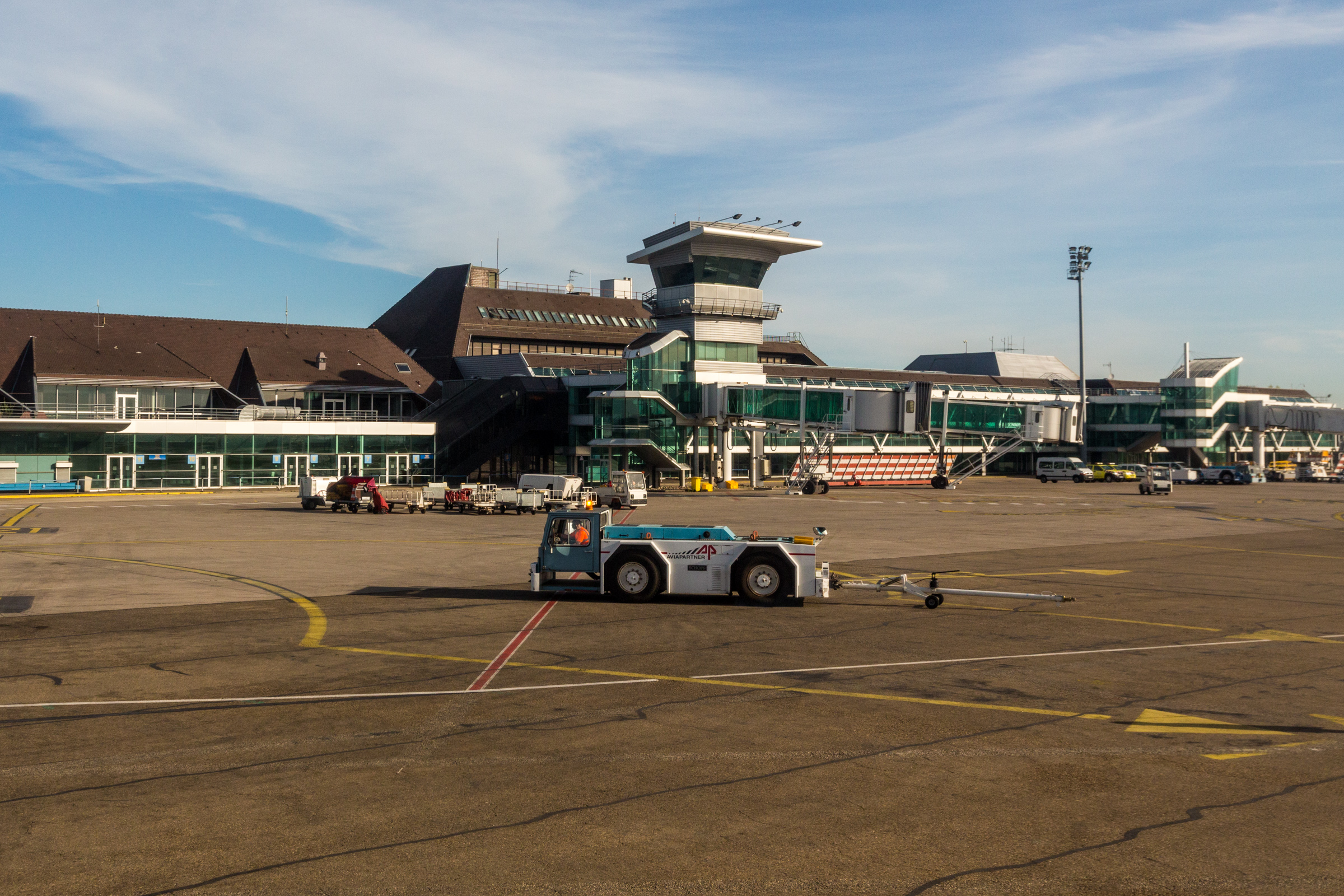

스트라스부르 공항(영어: Strasbourg Airport, 프랑스어: Aéroport de Strasbourg, 독일어: Straßburg Flughafen, IATA: SXB, ICAO: LFST) 또는 스트라스부르 국제공항은 바랭주 스트라스부르에서 서-남서부로 10킬로미터 지점의 Entzheim에 위치한 국제공항이다. 2018년 이용 승객 수는 1,297,177명이다.